# Coupe d'Afrique des nations de beach soccer 2016
Navigation
Roche Caïman 2015 Sharm El Sheikh 2018
La Coupe d'Afrique des nations de beach soccer 2016 est la 8e édition de la Coupe d'Afrique des nations de beach soccer. Elle se déroule 13 au 18 décembre 2016 à Lagos, au Nigéria.
La compétition est remportée par le Sénégal qui bat le Nigeria en finale (8-4). Les deux finalistes sont qualifiés pour la Coupe du monde de beach soccer 2017 en Bahamas.

## Qualification
8 équipes participent aux qualifications qui sont prévus en un seul tour aller-retour les 26-28 août et 16-18 septembre 2016. Les matchs sont annoncés par la Confédération africaine de football.
Les 7 vainqueurs de ces confrontations rejoignent en phase finale à Lagos le pays hôte le Nigéria.
| Cap-Vert   | 4-12    | Sénégal       | 2-7  | 2 - 5 |
| Ouganda    | Forfait | Égypte        | -    | -     |
| Liberia    | Forfait | Maroc         | -    | -     |
| Tanzanie   | 7-13    | Côte d'Ivoire | 3-7  | 4 - 6 |
| Kenya      | 4-17    | Ghana         | 3-10 | 1 - 7 |
| Mozambique | 4-9     | Madagascar    | 2-3  | 2 - 6 |
| Soudan     | Forfait | Libye         | -    | -     |

### Équipes qualifiées
| Équipe        | Position                         | Participation | Meilleur résultat             |
| ------------- | -------------------------------- | ------------- | ----------------------------- |
| Sénégal       | Finaliste de l'édition 2015      | 7e            | Vainqueur (2008, 2011, 2013,) |
| Nigeria       | Troisième de l'édition 2015      | 8e            | Vainqueur (2007, 2009)        |
| Madagascar    | tenant du titre                  | 4e            | Vainqueur (2015)              |
| Côte d'Ivoire | Demi-final de l'édition 2015     | 8e            | Finaliste (2009, 2013)        |
| Égypte        | Cinquième de l'édition 2015      | 8e            | Troisième (2006, 2011)        |
| Maroc         | Sixième de l'édition 2015        | 6e            | Troisième (2013)              |
| Libye         | Seconde du tour de qualification | 4e            | 7e place (2009, 2013)         |
| Ghana         | Septième de l'édition 2015       | 3e            | 7e place (2015)               |

## Ville et site
| [[Fichier:Nigeria location map.svg\|400px\|{{#if:\|{{{alt}}}\|Ville hôte de la compétition est dans la page Nigéria.]]Lagos Ville hôte de la compétition (Nigéria) |

La ville de Lagos accueille la compétition à l’Eko Atlantic.

## Tirage au sort
Le tirage au sort a été effectué le 24 septembre 2016.

## Compétition

### Phase de groupes

#### Groupe A
| Rang | Équipe        | Pts | J | G | N | P | Bp | Bc | Diff |
| ---- | ------------- | --- | - | - | - | - | -- | -- | ---- |
| 1    | Nigeria       | 6   | 3 | 2 | 1 | 0 | 11 | 9  | +2   |
| 2    | Égypte        | 6   | 3 | 2 | 0 | 1 | 11 | 9  | +2   |
| 3    | Côte d'Ivoire | 4   | 3 | 1 | 1 | 1 | 11 | 8  | +3   |
| 4    | Ghana         | 0   | 3 | 0 | 0 | 3 | 7  | 14 | -7   |

- Sélection qualifiée pour les demi-finales
- Sélection qualifiée pour les matchs de classement

| 13 décembre 2016 | Ghana | 0 – 5 | Côte d'Ivoire | Eko Atlantic, Lagos |
| 18 h 45 UTC+1    |       |       |               |                     |

| 13 décembre 2016 | Nigeria | 3 – 2 | Égypte | Eko Atlantic, Lagos |
| 20 h 0 UTC+1     |         |       |        |                     |

| 14 décembre 2016 | Égypte | 5 – 4 | Ghana | Eko Atlantic, Lagos |
| 17 h 30 UTC+1    |        |       |       |                     |

| 14 décembre 2016 | Nigeria           | 4 – 4 | Côte d'Ivoire | Eko Atlantic, Lagos |
| 20 h 0 UTC+1     |                   |       |               |                     |
|                  | Tirs au but 3 - 1 |       |               |                     |

| 15 décembre 2016 | Égypte | 4 – 2 | Côte d'Ivoire | Eko Atlantic, Lagos |
| 17 h 30 UTC+1    |        |       |               |                     |

| 15 décembre 2016 | Nigeria | 4 – 3 | Ghana | Eko Atlantic, Lagos |
| 20 h 0 UTC+1     |         |       |       |                     |

#### Groupe B
| Rang | Équipe     | Pts | J | G | N | P | Bp | Bc | Diff |
| ---- | ---------- | --- | - | - | - | - | -- | -- | ---- |
| 1    | Sénégal    | 9   | 3 | 3 | 0 | 0 | 15 | 4  | +11  |
| 2    | Maroc      | 6   | 3 | 2 | 0 | 1 | 12 | 6  | +6   |
| 3    | Madagascar | 3   | 3 | 1 | 0 | 2 | 11 | 10 | +1   |
| 4    | Libye      | 0   | 3 | 0 | 0 | 3 | 10 | 28 | -18  |

- Sélection qualifiée pour les demi-finales
- Sélection qualifiée pour les matchs de classement

| 13 décembre 2016 | Madagascar | 9 – 5 | Libye | Eko Atlantic, Lagos |
| 16 h 15 UTC+1    |            |       |       |                     |

| 13 décembre 2016 | Maroc | 1 – 2 | Sénégal | Eko Atlantic, Lagos |
| 17 h 30 UTC+1    |       |       |         |                     |

| 14 décembre 2016 | Libye | 3 – 9 | Maroc | Eko Atlantic, Lagos |
| 16 h 15 UTC+1    |       |       |       |                     |

| 14 décembre 2016 | Sénégal | 3 – 1 | Madagascar | Eko Atlantic, Lagos |
| 18 h 45 UTC+1    |         |       |            |                     |

| 15 décembre 2016 | Libye | 2 – 10 | Sénégal | Eko Atlantic, Lagos |
| 16 h 15 UTC+1    |       |        |         |                     |

| 15 décembre 2016 | Madagascar | 1 – 2 | Maroc | Eko Atlantic, Lagos |
| 18 h 45 UTC+1    |            |       |       |                     |

### Matchs de classement (5e-8eplaces)
|  | Matchs de classement                  | Matchs de classement | Matchs de classement | Matchs de classement |                        |               | Match pour la 5e place                         | Match pour la 5e place                         | Match pour la 5e place                         | Match pour la 5e place                         |
|  |                                       |                      |                      |                      |                        |               |                                                |                                                |                                                |                                                |
|  | 17 décembre 2016                      | 17 décembre 2016     | 17 décembre 2016     | 17 décembre 2016     |                        |               | 18 décembre 2016 (UTC+1) - Eko Atlantic, Lagos | 18 décembre 2016 (UTC+1) - Eko Atlantic, Lagos | 18 décembre 2016 (UTC+1) - Eko Atlantic, Lagos | 18 décembre 2016 (UTC+1) - Eko Atlantic, Lagos |
|  | Côte d'Ivoire                         |                      |                      |                      |                        |               | 18 décembre 2016 (UTC+1) - Eko Atlantic, Lagos | 18 décembre 2016 (UTC+1) - Eko Atlantic, Lagos | 18 décembre 2016 (UTC+1) - Eko Atlantic, Lagos | 18 décembre 2016 (UTC+1) - Eko Atlantic, Lagos |
|  |                                       |                      |                      |                      |                        |               | 18 décembre 2016 (UTC+1) - Eko Atlantic, Lagos | 18 décembre 2016 (UTC+1) - Eko Atlantic, Lagos | 18 décembre 2016 (UTC+1) - Eko Atlantic, Lagos | 18 décembre 2016 (UTC+1) - Eko Atlantic, Lagos |
|  | Libye                                 | Libye                | Forfait              | Forfait              |                        |               | 18 décembre 2016 (UTC+1) - Eko Atlantic, Lagos | 18 décembre 2016 (UTC+1) - Eko Atlantic, Lagos | 18 décembre 2016 (UTC+1) - Eko Atlantic, Lagos | 18 décembre 2016 (UTC+1) - Eko Atlantic, Lagos |
|  | Libye                                 | Libye                | Forfait              | Forfait              | Côte d'Ivoire          | Côte d'Ivoire | 3                                              | 3                                              |                                                |                                                |
|  | 17 décembre 2016, Eko Atlantic, Lagos |                      |                      |                      | Côte d'Ivoire          | Côte d'Ivoire | 3                                              | 3                                              |                                                |                                                |
|  |                                       |                      | Madagascar           | Madagascar           | 4                      | 4             |                                                |                                                |                                                |                                                |
|  | Ghana                                 | Ghana                | Madagascar           | Madagascar           | 4                      | 4             | 4                                              | 4                                              |                                                |                                                |
|  | Ghana                                 | Ghana                |                      |                      |                        |               |                                                | 4                                              |                                                |                                                |
|  | Madagascar                            | Madagascar           | 8                    | 8                    |                        |               |                                                |                                                |                                                |                                                |
|  | Madagascar                            | Madagascar           | 8                    | 8                    | Match pour la 7e place |               |                                                |                                                |                                                |                                                |
|  |                                       |                      |                      |                      |                        |               |                                                |                                                |                                                |                                                |
|  | 18 décembre 2016 (UTC+1)              |                      |                      |                      |                        |               |                                                |                                                |                                                |                                                |
|  | Libye                                 | Libye                | Forfait              | Forfait              |                        |               |                                                |                                                |                                                |                                                |
|  | Libye                                 | Libye                | Forfait              | Forfait              |                        |               |                                                |                                                |                                                |                                                |
|  | Ghana                                 |                      |                      |                      |                        |               |                                                |                                                |                                                |                                                |
|  |                                       |                      |                      |                      |                        |               |                                                |                                                |                                                |                                                |

#### Matchs de classement
| 17 décembre 2016 | Côte d'Ivoire | - | Libye | Eko Atlantic, Lagos |  |
|                  |               |   |       |                     |  |

| 16 décembre 2016 | Ghana | 4 – 8 | Madagascar | Eko Atlantic, Lagos |
| 17 h 30 UTC+1    |       |       |            |                     |

#### Match pour la septième place
| 18 décembre 2016 | Libye | - | Ghana | Eko Atlantic, Lagos |  |
|                  |       |   |       |                     |  |

#### Match pour la cinquième place
| 18 décembre 2016 | Côte d'Ivoire | 3 – 4 | Madagascar | Eko Atlantic, Lagos |
| 17 h 20 UTC+1    |               |       |            |                     |

### Phase finale
|  | Demi-finales                                   | Demi-finales     | Demi-finales     | Demi-finales     |                               |         | Finale                                         | Finale                                         | Finale                                         | Finale                                         |
|  |                                                |                  |                  |                  |                               |         |                                                |                                                |                                                |                                                |
|  | 17 décembre 2016                               | 17 décembre 2016 | 17 décembre 2016 | 17 décembre 2016 |                               |         | 18 décembre 2016 (UTC+1) - Eko Atlantic, Lagos | 18 décembre 2016 (UTC+1) - Eko Atlantic, Lagos | 18 décembre 2016 (UTC+1) - Eko Atlantic, Lagos | 18 décembre 2016 (UTC+1) - Eko Atlantic, Lagos |
|  | Nigeria                                        | Nigeria          | 6                | 6                |                               |         | 18 décembre 2016 (UTC+1) - Eko Atlantic, Lagos | 18 décembre 2016 (UTC+1) - Eko Atlantic, Lagos | 18 décembre 2016 (UTC+1) - Eko Atlantic, Lagos | 18 décembre 2016 (UTC+1) - Eko Atlantic, Lagos |
|  | Nigeria                                        | Nigeria          | 6                | 6                |                               |         | 18 décembre 2016 (UTC+1) - Eko Atlantic, Lagos | 18 décembre 2016 (UTC+1) - Eko Atlantic, Lagos | 18 décembre 2016 (UTC+1) - Eko Atlantic, Lagos | 18 décembre 2016 (UTC+1) - Eko Atlantic, Lagos |
|  | Maroc                                          | Maroc            | 1                | 1                |                               |         | 18 décembre 2016 (UTC+1) - Eko Atlantic, Lagos | 18 décembre 2016 (UTC+1) - Eko Atlantic, Lagos | 18 décembre 2016 (UTC+1) - Eko Atlantic, Lagos | 18 décembre 2016 (UTC+1) - Eko Atlantic, Lagos |
|  | Maroc                                          | Maroc            | 1                | 1                | Nigeria                       | Nigeria | 4                                              | 4                                              |                                                |                                                |
|  | 17 décembre 2016                               |                  |                  |                  | Nigeria                       | Nigeria | 4                                              | 4                                              |                                                |                                                |
|  |                                                |                  | Sénégal          | Sénégal          | 8                             | 8       |                                                |                                                |                                                |                                                |
|  | Égypte                                         | Égypte           | Sénégal          | Sénégal          | 8                             | 8       | 2                                              | 2                                              |                                                |                                                |
|  | Égypte                                         | Égypte           |                  |                  |                               |         |                                                | 2                                              |                                                |                                                |
|  | Sénégal                                        | Sénégal          | 5                | 5                |                               |         |                                                |                                                |                                                |                                                |
|  | Sénégal                                        | Sénégal          | 5                | 5                | Match pour la troisième place |         |                                                |                                                |                                                |                                                |
|  |                                                |                  |                  |                  |                               |         |                                                |                                                |                                                |                                                |
|  | 18 décembre 2016 (UTC+1) - Eko Atlantic, Lagos |                  |                  |                  |                               |         |                                                |                                                |                                                |                                                |
|  | Maroc                                          | Maroc            | 1                | 1                |                               |         |                                                |                                                |                                                |                                                |
|  | Maroc                                          | Maroc            | 1                | 1                |                               |         |                                                |                                                |                                                |                                                |
|  | Égypte                                         | Égypte           | 4                | 4                |                               |         |                                                |                                                |                                                |                                                |
|  | Égypte                                         | Égypte           | 4                | 4                |                               |         |                                                |                                                |                                                |                                                |

#### Demi-finales
| 17 décembre 2016 | Égypte | 2 – 5 | Sénégal | Eko Atlantic, Lagos |
| 18 h 45 UTC+1    |        |       |         |                     |

| 17 décembre 2016 | Nigeria | 6 – 1 | Maroc | Eko Atlantic, Lagos |
| 20 h 0 UTC+1     |         |       |       |                     |

#### Match pour la troisième place
| 18 décembre 2016 | Maroc | 4 – 1 | Égypte | Eko Atlantic, Lagos |
| 18 h 45 UTC+1    |       |       |        |                     |

#### Finale
| 18 décembre 2016 | Nigeria | 4 – 8 | Sénégal | Eko Atlantic, Lagos |
| 20 h 0 UTC+1     |         |       |         |                     |